# Сенгър
Сенгър (на английски: Sanger) е град в окръг Фресно, щата Калифорния, САЩ. Сенгър е с население от 25 161 жители (по приблизителна оценка от 2017 г.) и обща площ от 12,3 km². Намира се на 113 m надморска височина. ЗИП кодовете му са 93657, а телефонният му код е 559.